# Eliyahu Rips
Eliyahu Rips (en hebreo: אליהו ריפס‎; en ruso: Илья Рипс; en letón: Iļja Ripss) (12 de diciembre de 1948-19 de julio de 2024) fue un matemático soviético-israelí conocido por sus investigaciones en el campo del álgebra y por el polémico descubrimiento del código secreto de la Biblia.

## Biografía
Rips nació y creció en Letonia (por entonces parte de la URSS). Fue el primer estudiante de instituto de Letonia que participó en la Olimpiada Internacional de Matemáticas. En 1969, Rips (por entonces estudiante de la Universidad de Letonia) intentó quemarse a lo bonzo en una protesta contra la invasión soviética de Checoslovaquia. Como consecuencia, fue encarcelado por el gobierno soviético, pero gracias a la presión de matemáticos occidentales, se le dejó marchar a Israel en 1972. 
Después de doctorarse, Rips se unió al Departamento de Matemáticas de la Universidad Hebrea, en Jerusalén. Se hizo famoso gracias a sus investigaciones en la teoría de grupos. Rips recibió el premio Erdős de la Sociedad Matemática Israelí en 1979 y fue ponente en el Congreso Internacional de Matemáticos de 1994.
En 1994, Rips, junto a Doron Witztum y Yoav Rosenberg, publicó un artículo en la revista Statistical Science en el cual afirmaban que habían encontrado mensajes codificados en el texto hebreo perteneciente al libro del Génesis. En 1997, su descubrimiento fue el eje central del libro El Código Secreto de la Biblia, de Michael Drosnin. Esto hizo ganadores a Rips, Witztum, Rosenberg y Drosnin del Premio Ig Nobel de Literatura en 1997. Desde entonces, el código bíblico ha causado mucha polémica. Numerosos científicos se han mostrado escépticos y han apuntado algunos errores en las investigaciones de Rips y sus colegas.